# BrutalCS
BrutalCS är en svensk och engelsk webbplats och Sverok-ansluten förening om datorspel och e-sport. Webbplatsen började med att tillhandahålla guider, forum, nyheter och spelservrar för datorspelet Counter-Strike och var även aktivt i uppföljaren Counter-Strike Global Offensive. BrutalCS var en gång ett mycket populär gaming community kring Counter-Strike med ett högt medlemsantal och ett 60-tal servrar. Sedan Counter-Strike 2 släpptes har medlemsaktiviteten och serverantalet avtagit och det finns idag endast 5 servrar kvar. BrutalCS konto på X har inte skrivit något sedan 3 december 2023. BrutalCS egen hemsida har inte postat någon nyhet sedan 14 februari 2024 då det var en nyhet kring för föreningen obligatorisk kallelse till årsmöte.
Sidan och communityn grundades av Tobias "sheriffen" Sjöberg men togs senare över av Christopher "Ejziponken" Szabo som än idag är Ordförande.Spelservrarna kör flera olika populära modes så som FFA Deathmatch, Retakes, Duels, Aim och KZ-climb. 2019 expanderade BrutalCS med spelservrar i London, Moscow, Helsinki, Köpenhamn och har även tidigare haft Samarbete med NIP.
År 2016 ingick BrutalCS ett samarbete med Aftonbladet för att marknadsföra den nysläppta kartan Thrill.